# Bệ hạ
Bệ hạ (chữ Hán: 陛下) là một tôn xưng của Thiên tử, hoặc những vị Vua có quyền hành tuyệt đối trong văn hóa Đông Á, gồm Trung Quốc, Nhật Bản, Hàn Quốc và Việt Nam.
Từ ["Bệ hạ"] xuất hiện rất sớm, khoảng thời nhà Hán. Danh xưng này thường dùng trong giao tiếp, mà các những người dưới, từ quan lại đến dân chúng, dùng để gọi vị Vua tối cao (Thiên tử), mẹ của Vua (Thái hậu) hay đôi khi là vợ của Vua (Hoàng hậu). Một từ tương đương vào thời kỳ đầu, song về sau bị hạ thấp hơn Bệ hạ, ấy là Điện hạ.
Kính xưng này gần tương đồng với tôn xưng [Majesty] trong ngữ hệ Tây Âu, được phân ra là Royal Majesty, Imperial Majesty hoặc kết hợp là Imperial and Royal Majesty.

## Khái quát

### Dùng cho Thiên tử
Kính xưng này xuất hiện rất sớm, từ thời Tây Hán. Học giả thời Hán mạt là Thái Ung có lý giải về danh xưng này trong tập "Độc đoạn" (獨斷) như sau: ["Bệ hạ, tức ở dưới bậc thềm. Khi ấy, hai bên sườn của dưới chỗ Thiên tử ngự, có hai cận thần dùng binh khí phòng vệ. Khi đại thần tấu lên, nếu trực tiếp đối đáp Thiên tử thì sẽ rất bất kính, nên có việc gì thì đều cần bẩm tấu thì phải chuyển cho hai cận thần ở bậc thềm thuyên chuyển. Ấy gọi là Bệ hạ"].
Thực tế, kính xưng Bệ hạ bắt đầu dùng từ khi Tư Mã Thiên soạn Tần Hoàng bản kỷ, viết về Tần Thủy Hoàng như sau: ["Nay bệ hạ hưng nghĩa binh, tru tàn tặc, bình định thiên hạ. Trong nước chia làm quận huyện, pháp luật cũng thống nhất ban hành, tự thượng cổ tới nay chưa chắc có, Ngũ Đế còn chưa bì được"]. Từ đấy trở về sau, Bệ hạ trở thành biệt xưng của Thiên tử, hoặc những người trọng vọng của hoàng thất. Không chỉ ở Trung Quốc, danh xưng này cũng truyền qua Việt Nam, Nhật Bản cùng Hàn Quốc.
Riêng ở Nhật Bản, danh xưng [Bệ hạ] sau thời Minh Trị đã được quy định lại. Ngoài Thiên hoàng là hiển nhiên, thì Tam cung hậu vị (tức Hoàng hậu, Hoàng thái hậu và Thái hoàng thái hậu) cũng đều có thể xưng Bệ hạ. Trong khi ấy, ngay cả ở Trung Quốc thì chỉ có Thái hậu mới xưng Bệ hạ, còn Hoàng hậu là biệt xưng Điện hạ.
Trong lịch sử Hàn Quốc, vương triều nhà Cao Ly từng áp dụng ["Nội Đế ngoại Vương"], nên các vị Vua của triều đại này cũng tự xưng Thiên tử, kính xưng là Bệ hạ. Nhưng từ khi nhà Nguyên xâm lược, để biểu thị thần phục mà các vị Vua chỉ xưng Điện hạ, điều này được tiếp tục duy trì sang nhà Triều Tiên khi họ thần phục nhà Minh và nhà Thanh. Đến sau thời kỳ Chiến tranh Thanh-Nhật, Triều Tiên tuyên bố thoát ly ảnh hưởng Đại Thanh triều, cải xưng [Đại quân chủ bệ hạ; 大君主陛下], rồi [Vương thái hậu bệ hạ; 王太后陛下] và [Vương hậu bệ hạ; 王后陛下]. Thời kỳ Đế quốc Đại Hàn, Vua Triều Tiên xưng Hoàng đế, do đó Bệ hạ vẫn được sử dụng.

### Tôn xưng của Thái hậu
Kính xưng này xuất hiện để dùng cho Thái hậu, sớm nhất là dùng cho Lữ Thái hậu triều Tây Hán. Khi ấy, Lữ Thái hậu độc bá triều cương, Thiền vu Hung Nô là Mặc Đốn từng gửi thư sang, trong đó có viết: ["Bệ hạ độc lập, buồn bã một mình. Hai chúa không vui, không có gì để giải buồn. Xin lấy cái có để đổi lấy cái không"; 陛下独立，孤偾独居。两主不乐，无以自虞，愿以所有，易其所无].
Tiếp đó, các Hoàng thái hậu lâm triều xưng chế, đều có biệt xưng [Bệ hạ] này nhằm ý kính trọng. Hòa Hi Đặng hoàng hậu trong thời gian lâm triều, cũng được gọi là Bệ hạ, Hoàng hậu Dữu Văn Quân của Đông Tấn từng được mời lâm triều nhiếp chính sự, tiện thể: ["Công khanh tấu sự, xưng gọi Hoàng thái hậu bệ hạ"; 公卿奏事称皇太后陛下]. Cách gọi này đến tận thời Bắc Tống cũng không đổi, như Tô Đông Pha từng viết tấu mừng Từ Thánh Quang Hiến hoàng hậu Tào thị như sau: ["Cung duy Thái hoàng thái hậu bệ hạ, đạo vô năng danh, đức bác nhi hóa"; 恭惟太皇太后陛下，道无能名，德博而化]. Từ đó, các triều nhà Minh, nhà Thanh của Trung Quốc, nhà Hậu Lê và nhà Nguyễn của Việt Nam, khi viết sách văn đều dùng [Bệ hạ] để tôn xưng các Thái hậu, dù có lâm triều xưng chế hay không.

## Chuyển ngữ phương Tây
Từ [Majesty] của tiếng Anh hiện đại, nguyên là của từ tiếng Latinh là [Māiestās], xuất hiện từ thời Cộng hòa La Mã (bắt đầu vào năm 509 TCN). Sau đó, nó được dịch qua tiếng Pháp cổ là [Majesté], sau lại biến thành tiếng Anh trung cổ là [Mageste], và tiếp tục được phiên hóa hoàn chỉnh thành Majesty như ngày nay. Nguyên nghĩa của "Majesté" biểu thị cho trạng thái to lớn, vĩ đại.
Nguyên ở Cộng hòa La Mã, Māiestās biểu thị cho sự tôn nghiêm nhất của pháp luật, là cao quý nhất hết thảy mọi trạng thái, bất kỳ điều gì ảnh hưởng đến tôn nghiêm của luật pháp, của quốc gia thì đều bị xem là đại bất kính (Lese majesty). Hành vi đại bất kính bao gồm: trong lúc công khai truy điệu cử hành chúc mừng, coi rẻ quốc gia, đối nước Cộng Hoà uy nghiêm mà phát biểu ngôn luận hoặc hành động đáng khinh rẻ. Tới thời đại Đế quốc La Mã về sau, phạm vi tội bất kính cũng tiến thêm một bước, đem Hoàng đế bao hàm.
Sau khi Đế quốc La Mã bị diệt, Māiestās lại trở thành một kính xưng của thành viên vương thất, mang ý nghĩa tán thưởng, do đó tuy không có danh hiệu [Emperor] như Hoàng đế La Mã, mà chỉ là Vương (King) hoặc Nữ vương (Queen), nhưng các vị Quân vương này vẫn dùng Majesté làm kính xưng, như [His Royal Majesty] hoặc là [Her Royal Majesty]; chuyển qua hệ ngữ Đông Á là "Quốc vương bệ hạ" và "Nữ vương bệ hạ". Sang thời kỳ Đế chế xuất hiện ở thế kỉ 20, một danh xưng biểu thị địa vị Hoàng gia lớn nhất là Imperial Majesty xuất hiện, như Đế quốc Đức hoặc vị Shah cuối cùng của Iran là Mohammad Reza Pahlavi.